# Ardfern
Ardfern är en by på Loch Craignish och Craignish Peninsula i Craignish, Argyll and Bute, Skottland. Byn är belägen 18 km från Lochgilphead. Det har en befolkning på cirka 400. Orten hade 69 invånare år 1961.